# İdil Biret

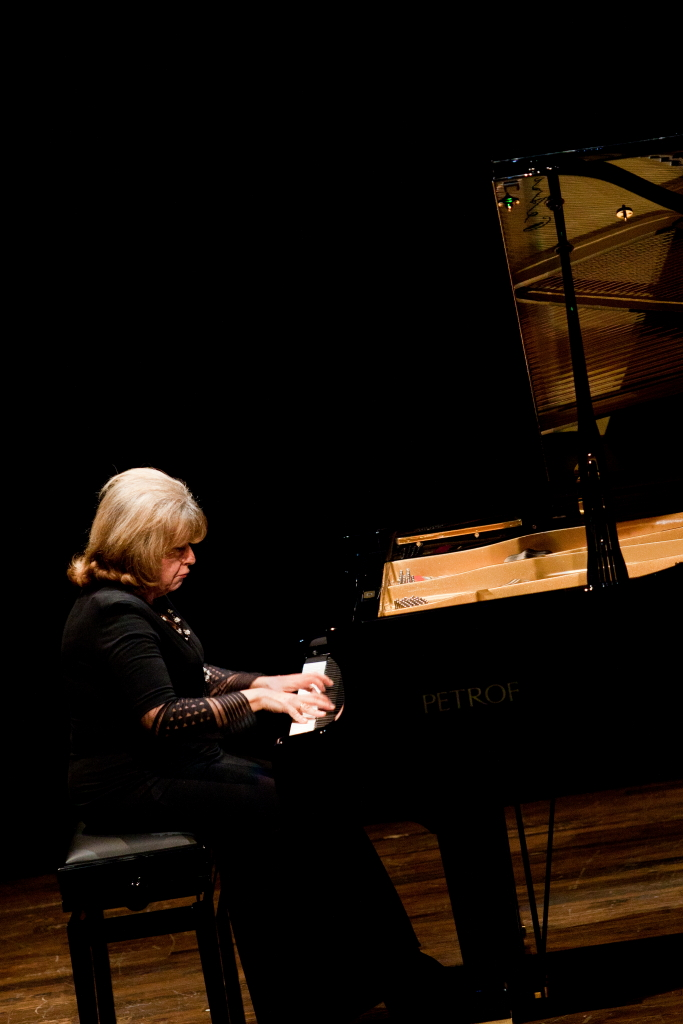
İdil Biret bei einem Konzert in Küçükçekmece, 2012

İdil Biret (* 21. November 1941 in Ankara) ist eine türkische Pianistin.

## Leben
Birets erster Musiklehrer war Mithat Fenmen. Im Jahr 1948 erließ İsmet İnönü eigens für Biret das sogenannte Wunderkindgesetz (türkisch: Harika Çocuk Yasası), das ihr die passende Förderung im Ausland ermöglichte. Biret erhielt ihre weitere musikalische Ausbildung am Conservatoire de Paris und war dort Schülerin von Nadia Boulanger. Sie schloss mit 15 Jahren ihr Studium mit drei Preisen ab, vervollständigte ihre Ausbildung bei Alfred Cortot und hatte Wilhelm Kempff bis zu seinem Tode als Berater.
Seit ihrem 17. Lebensjahr spielte Biret in den bedeutendsten internationalen Konzertsälen, mit u. a. dem London Symphony Orchestra, dem Boston Symphony Orchestra, dem Leningrader Philharmonischen Orchester, dem Leipziger Gewandhausorchester, der Dresdner Staatskapelle, dem Orchestre de la Suisse Romande, dem Tokyo Philharmonischen Orchester, dem Orchestre National de France und dem Sydney Symphony Orchestra.
Sie spielte u. a. unter der Leitung von Hermann Scherchen, Pierre Monteux, Erich Leinsdorf, Rudolf Kempe, Gennadi Roschdestwenski, Aaron Copland, Rafael Frühbeck de Burgos, Charles Mackerras, Jean Fournet, Moshe Atzmon und Hiroyuki Iwaki. Biret gab auch Konzerte bei den Festspielen von Berlin, Montréal, Istanbul, Dubrovnik, Montpellier, Nohant, Royan und Athen. Sie spielte mit Yehudi Menuhin Beethoven-Sonaten im Konzert und trat mit Wilhelm Kempff mit Mozarts Konzert für zwei Klaviere auf.
1960 widmete ihr der Komponist Jean Françaix seine Sonate pour piano.

## Auszeichnungen
- Lili Boulanger Gedenkpreis (Boston)
- Harriet Cohen / Dinu Lipatti Goldmedaille (London)
- Preis für künstlerische Verdienste (Warschau)
- den französischen, nationalen Ritterverdienstorden
- Adelaide Ristori Preis (Rom)

Sie war Mitglied von Preisrichterjurys bei mehreren Klavierwettbewerben, so u. a. bei dem von Van Cliburn (USA), Königin Elisabeth (Belgien), Montreal (Canada), Liszt (Weimar) und von Busoni (Italien).

## Diskographie
- die gesamten Beethoven-Symphonien in der Bearbeitung von Liszt bei EMI (6LP/1986)
- Camille Saint-Saëns: Klavierkonzerte Nr. 2 in g-moll, op. 22, und Nr. 4 in c-moll, op. 44, mit dem Philharmonia Orchestra, Dirigent: James Loughran (1CD 1989)
- sämtliche Klavierwerke von Chopin (15CD/1992)
- Klavierwerke von Brahms (12CD/1997)
- Klavierwerke von Rachmaninov (10CD/2000)
- die drei Klaviersonaten von Boulez bei Naxos (1995)
- die Klavierwerke und Bearbeitungen von Wilhelm Kempff bei Marco Polo (1991)

1995 wurden İdil Birets Aufnahmen der gesamten Werke Chopins mit dem „Grand Prix du Disque Frédéric Chopin“, dem speziellen Jurypreis in Polen ausgezeichnet. Im selben Jahr gewann sie mit den Aufnahmen der Sonaten von Boulez den Diapason-d’or-Preis in Frankreich; diese wurden als die besten Aufnahmen des Jahres von der Zeitung Le Monde ausgewählt.
1997 hat İdil Biret in Deutschland sämtliche Soloklavierwerke von Brahms in fünf Konzerten gespielt.
İdil Biret hat die Etüden (Buch 1 und 2) von György Ligeti und die Klavierbearbeitung des Strawinsky-Ballets Feuervogel für Naxos aufgenommen. Beide Aufnahmen wurden Anfang 2003 veröffentlicht.